# Ceblurgus longipalpis
Ceblurgus longipalpis är en biart som beskrevs av Urban och Jesus Santiago Moure 1993. Ceblurgus longipalpis ingår i släktet Ceblurgus och familjen vägbin. Inga underarter finns listade.